# Royal Air Force College Cranwell

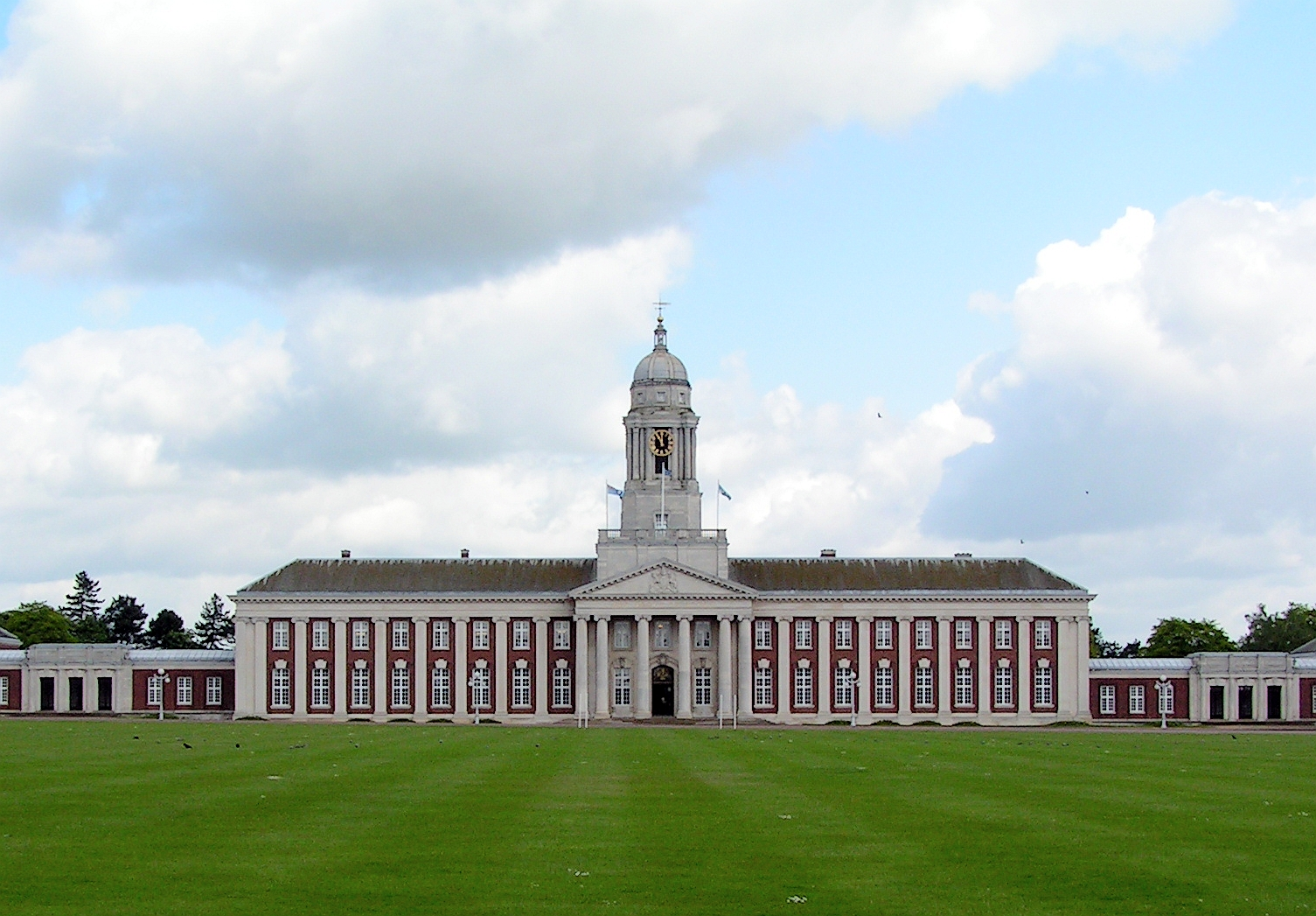
College Hall (2010)

Het Royal Air Force College (RAFC) is het trainings- en opleidingsinstituut van de Britse luchtstrijdkrachten, de Royal Air Force (RAF). Het verzorgt de basisopleidingen voor alle RAF-officieren.
Het RAFC is gevestigd op vliegbasis RAF Cranwell nabij Sleaford in Lincolnshire en wordt daarom ook wel Royal Air Force College Cranwell genoemd.
Het Royal Air Force College werd opgericht op 1 november 1919 als het RAF (Cadet) College en is de oudste luchtmachtacademie ter wereld.

## Geschiedenis
Op 1 april 1916 The Royal Naval Air Service Training Establishment, Cranwell opgericht waar de Admiraliteit van Engeland in november 1915, 2,500 acres (10 km²) land van het landgoed van de markgraaf van Bristol gevorderd had. Nadat de Royal Air Force op 1 april 1918 werd opgericht, werd de vliegschool daaronder geplaatst. De instelling werd omgevormd tot het Royal Air Force College dat werd opgericht op 1 november 1919. De eerste commandant was Air Commodore Charles Longcroft.
Tijdens de Tweede Wereldoorlog werd de officiersopleiding opgeschort omdat het complex - dat gevrijwaard bleef van bombardementen - werd gebruikt voor de opleiding van piloten. Sinds de jaren ‘90 is RAFC lid van de European Air Force Academies (EUAFA).

## Huidige training en organisatie

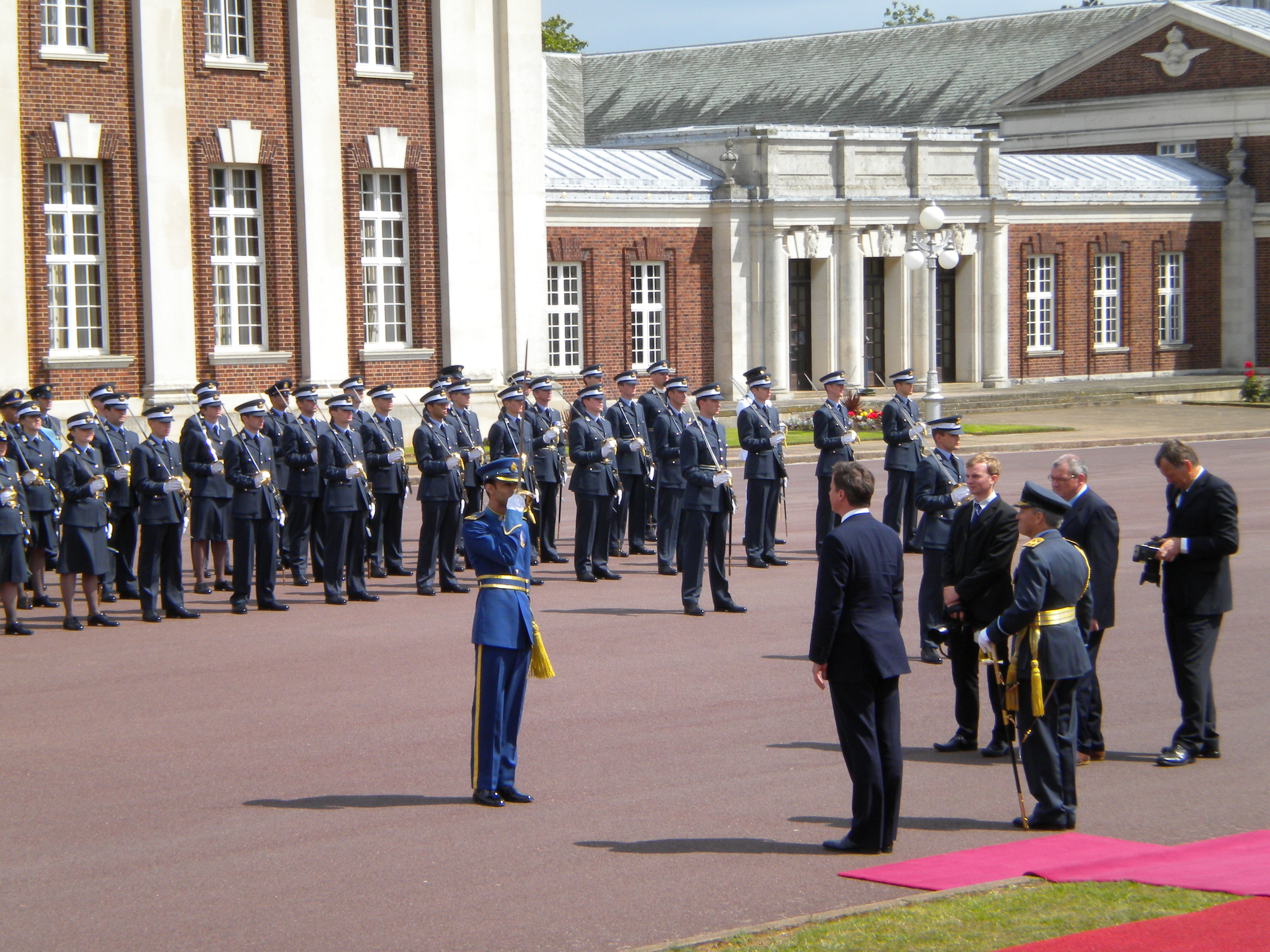
Cadet uit Oman salueert voor premier David Cameron

Het RAFC is de Royal Air Force-equivalent van de Royal Naval College Dartmouth van de Royal Navy en de Royal Military Academy Sandhurst van de britse landmacht. De meeste RAF-cadetten volgen een initiële cursus van 24 weken binnen de Officer and Aircrew Cadet Training Unit (OACTU) van het RAFC. Meestal start er ieder ±10 weken een nieuwe lichting.
Naast Britse cadetten worden er op Cranwell ook cadetten uit vele andere landen opgeleid, waaronder Bahrein, Irak, Oman, Qatar, Pakistan, Sri Lanka en Trinidad en Tobago. RAFC biedt ook Initiële Training voor specialistische officier, bijvoorbeeld artsen, tandartsen, geestelijk verzorgers, juristen en verpleegkundigen, en voor herintreders en personeel dat vanuit een ander krijgsmachtdeel overstapt naar de luchtmacht. Daarnaast zijn er korte introductiecursussen voorzien voor onderofficieren die geselecteerd zijn om vakofficier te worden, universiteitscadetten, reserve officieren en legerluchtvaartofficieren.

## College Hall

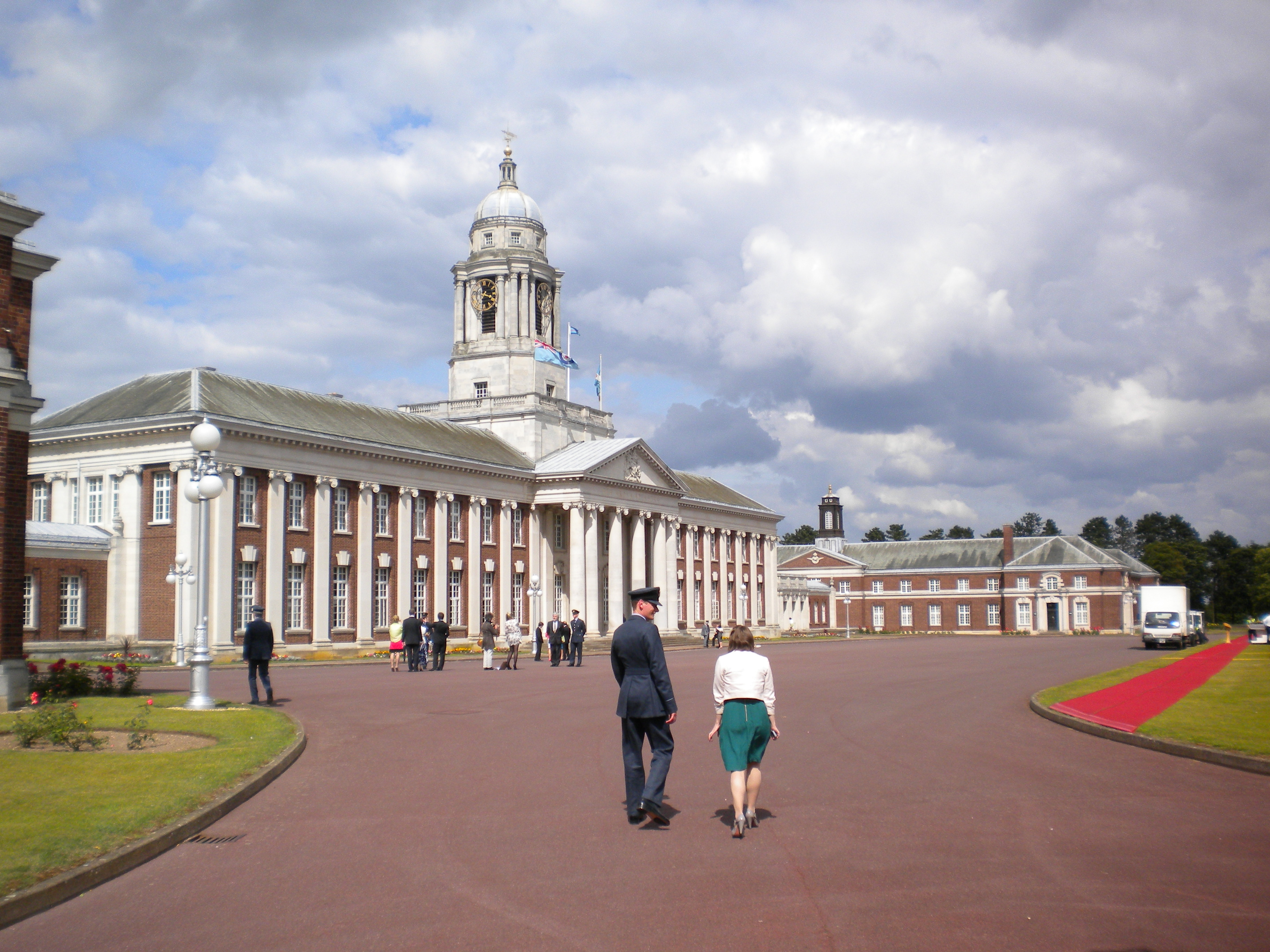
College Hall

Voordat de neo-klassieke College Hall werd gebouwd vonden de lessen plaats in oude barakken die de marine had neergezet.
In 1922 werd besloten om de College Hall te bouwen, in 1929 werd de eerste steen gelegd en in de herfst van 1933 werd het in gebruik genomen. Het werd op 11 oktober 1934 officieel geopend door de Prins van Wales.
Het gebouw is van baksteen en heeft een 240m lange voorgevel. Voor het gebouw leiden oranje gravelpaden rond een cirkelvormig grasveld ("The Orange") naar het exercitieterrein. Het gebouw heeft tegenwoordig een monumentale status.
Binnen in het gebouw bevinden zich in de Rotunda onder andere portretten van koningin Elizabeth II en prins Philip geschilderd door Norman Hepple. In de Founders Gallery hangen onder andere schilderijen van Jan Smuts, Lord Hugh Trenchard, Sir Charles Longcroften Sir Winston Churchill. De eetzaal met schilderijen van Hugh Malcolm, Sir Frank Whittle en Sir Douglas Bader wordt gebruikt voor diploma-uitreikingen en voor ander plechtigheden en ceremonies. Het RAFC beschikt over een van 's werelds grootste luchtmachtbibliotheken met een kostbare collectie zoals het bureau van Sir Arthur Harris. De bijbehorende 'Lawrence Room' is vernoemd naar T. E. Lawrence, die een exemplaar van zijn boek "Zeven Zuilen Van Wijsheid" met handgeschreven notities aan het RAFC naliet.

## Bekende alumni
- Douglas Bader, Brits gevechtspiloot uit de Tweede Wereldoorlog
- Sir Frank Whittle, Britse uitvinder van de straalmotor
- Moekrin bin Abdoel Aziz al-Saoed, voormalige Saoedi-Arabische kroonprins
- Bandar bin Sultan, Saoedi-Arabische diplomat
- Prins Charles, (volgde hier vlieglessen op straalvliegtuigen maar voltooide de officiersopleiding niet in Cranwell, maar bij de marine in Dartmouth)
- Prins William (behaalde hier zijn militair vliegbrevet op 11 april 2008, maar voltooide de officiersopleiding niet in Cranwell, maar bij het leger in Sandhurst)
- Prins Edward